# Червлённые Буруны
Червлённые Буруны — село в Ногайском районе Дагестана.
Образует сельское поселение село Червлённые Буруны как единственный населённый пункт в его составе.

## География
Расположен в 26 км от районного центра — села Терекли-Мектеб.
Расположен на юге Ногайского района в так называемых бурунах (песках), 20 км от границы с Чечнёй и 9 км от границы с Ставропольским краем.

## История
Посёлок основан в 1928 году, как племенной овцеводческий совхоз под названием «Червлённые Буруны» (Золотые пески) на базе разукрупнённого совхоза «Бажиган». Совхоз занимался племенной работой в области овцеводства. В 1938 году в результате скрещивания австралийского мериноса с местным была выведена «Грозненская тонкорунная» порода овец (в это время посёлок находился в составе Грозненской области). С 1940 года совхоз был переоформлен в племзавод по разведению Грозненской породы при Министерстве сельского хозяйства СССР.

## Население
| 1970  | 1989  | 2002  | 2010  | 2012  | 2013  | 2014  |
| ----- | ----- | ----- | ----- | ----- | ----- | ----- |
| 1061  | ↗1291 | ↗1577 | ↗2066 | ↘2050 | ↘2008 | ↘1949 |
| 2015  | 2016  | 2017  | 2018  | 2019  | 2020  | 2021  |
| ↘1927 | ↘1887 | ↘1847 | ↘1805 | ↘1776 | ↘1769 | ↘1751 |
| 2023  | 2024  | 2025  |       |       |       |       |
| ↘1724 | ↘1698 | ↗1699 |       |       |       |       |

Национальный состав
По данным Всероссийской переписи населения 2010 года:
| Народ    | Численность, чел. | Доля от всего населения, % |
| -------- | ----------------- | -------------------------- |
| ногайцы  | 1732              | 83,8 %                     |
| чеченцы  | 182               | 8,8 %                      |
| даргинцы | 32                | 1,6 %                      |
| русские  | 29                | 1,4 %                      |
| другие   | 91                | 4,4 %                      |
| всего    | 2066              | 100 %                      |

## Известные жители и уроженцы
- Абдулкадыров, Ярикбай Шоматович (1901—1988) — Герой Социалистического Труда.
- Ажмамбетов, Туркмамбет (1896 — ?) — Герой Социалистического Труда.
- Сабутов, Кадыр Янмурзаевич (1936—2002) — Герой Социалистического Труда.
- Сабутов, Камов Баймурзаевич (1926 — ?) — Герой Социалистического Труда.
- Шамаров, Зекарья Кошерович (1930—2012) — полный кавалер Ордена Трудовой Славы.
- Карагулов, Батыр (1908 — ?) — Герой Социалистического Труда.